# Julius Schlegel (Maler)

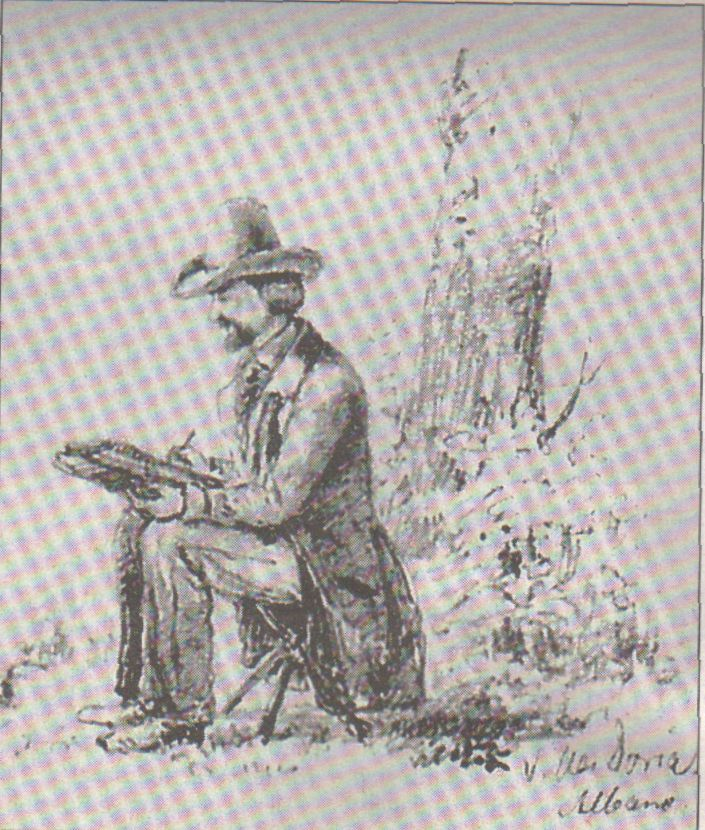
Selbstporträt 1850

Wilhelm Herrman Julius Schlegel (* 20. September 1825 in Potsdam; † 8. Juli 1884 in Berlin) war ein höfischer Landschaftsmaler in Potsdam.

## Leben
Nach dem Studium an der Berliner Akademie der Künste zog Schlegel von 1847 bis 1855 nach Italien. Dort stellte Alfred von Reumont, Botschafter der preußischen Gesandtschaft, den ersten Kontakt Schlegels zum preußischen Königshaus her. 67 Aquarelle und Zeichnungen von ihm befinden sich in der Grafischen Sammlung der Stiftung Preußische Schlösser und Gärten Berlin-Brandenburg.
Mit fotografischer Genauigkeit schuf Julius Schlegel hauptsächlich Potsdamer Veduten und Ansichten verschiedener italienischer Orte. Der spätere Kaiser Friedrich III. verlieh ihm 1859 den Titel eines Hofmalers.